# Pécsdevecser
Pécsdevecser (Duits: Dewetsch) is een plaats (község) en gemeente in het Hongaarse comitaat Baranya. Pécsdevecser telt 110 inwoners (2001).